# Catena Aletschhorn-Bietschhorn
La Catena Aletschhorn-Bietschhorn (in tedesco Aletschhorn-Bietschhorn-Kette) è un massiccio montuoso delle Alpi Bernesi. Si trova in Svizzera (Canton Vallese).
Prende il nome dalle due montagne più significative: l'Aletschhorn ed il Bietschhorn.

## Collocazione
Secondo le definizioni della SOIUSA la Catena Aletschhorn-Bietschhorn ha i seguenti limiti geografici: Lötschenlucke, Ghiacciaio dell'Aletsch, fiume Massa, fiume Rodano, Lötschental, Lötschenlucke.
Essa raccoglie la parte centro-meridionale delle Alpi Bernesi in senso stretto ed insieme alla Catena Gletscherhorn-Blümlisalp-Balmhorn forma il settore detto Alpi Bernesi Centrali.

## Classificazione
La SOIUSA definisce la Catena Aletschhorn-Bietschhorn come un supergruppo alpino e vi attribuisce la seguente classificazione:
- Grande parte = Alpi Occidentali
- Grande settore = Alpi Nord-occidentali
- Sezione = Alpi Bernesi
- Sottosezione = Alpi Bernesi in senso stretto
- Supergruppo = Catena Aletschhorn-Bietschhorn
- Codice =  I/B-12.II-E

## Suddivisione
La Catena Aletschhorn-Bietschhorn viene suddivisa in tre gruppi:
- Gruppo dell'Aletschhorn (12)
- Gruppo Breithorn della Lötschental-Nesthorn (13)
- Gruppo del Bietschhorn (14)

## Montagne

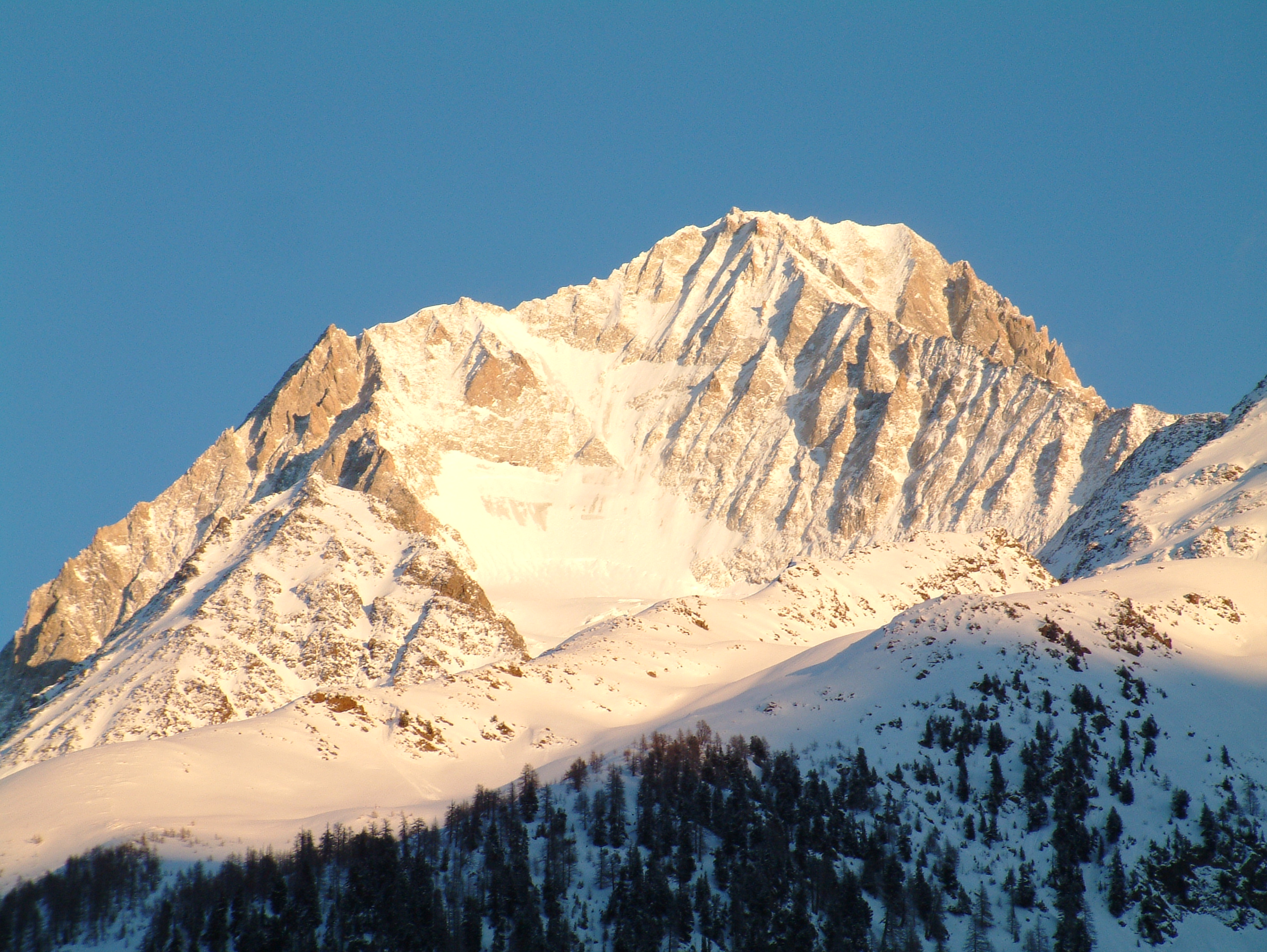
Il Bietschhorn.

Le montagne principali appartenenti alla Catena Aletschhorn-Bietschhorn sono:
- Aletschhorn - 4.193 m
- Bietschhorn - 3.934 m
- Nesthorn - 3.822 m
- Dreieckhorn - 3.811 m
- Breithorn - 3.785 m
- Schinhorn - 3.797 m
- Sattelhorn - 3.745 m
- Geisshorn - 3.740 m
- Distighorn - 3.712 m
- Breitlauihorn - 3.655 m
- Gross Fusshorn - 3.627 m
- Zenbachenhorn - 3.386 m
- Olmenhorn - 3.314 m
- Ganderhorn - 3.293 m
- Hohstock - 3.226 m
- Beichspitza - 3.208 m
- Grisighorn - 3.177 m
- Sparrhorn - 3.021 m